# Therrya
Therrya Sacc. – rodzaj grzybów z typu workowców (Ascomycota).

## Systematyka i nazewnictwo
Pozycja w klasyfikacji według Index Fungorum
Rhytismataceae, Rhytismatales, Leotiomycetidae, Leotiomycetes, Pezizomycotina, Ascomycota, Fungi.
Takson utworzył Pier Andrea Saccardo w 1882 r. Synonim: Coccophacidium Rehm 1888.
Gatunki występujące w Polsce
- Therrya fuckelii (Rehm) Kujala 1950
- Therrya pini (Alb. & Schwein.) Höhn. 1917

Wykaz gatunków (nazwy naukowe) na podstawie Index Fungorum. Wykaz gatunków według M.A. Chmiel.